# رونالد جنسن
رونالد جنسن (بالإنجليزية: Ronald Jensen)‏ هو رياضياتي وفيلسوف أمريكي، ولد في 1 أبريل 1936 في شارلوتسفيل في الولايات المتحدة.